# Liste des films dans le domaine public aux États-Unis
 (novembre 2018).
Cet article contient une liste non-définitive des films du domaine public aux États-Unis. Il existe des films que certaines sources citées placent dans le domaine public des États-Unis. Les éléments dans le domaine public se rapportent à des œuvres cinématographiques, dramatiques, littéraires, musicales et artistiques qu'aucun gouvernement, organisation ou individu ne possède et est donc une propriété commune. Cette liste n'est pas exhaustive; la plus grande partie des films du domaine public ne sont pas inclus ici pour diverses raisons.
Remarque : les films de cette liste peuvent intégrer des éléments d'autres œuvres qui sont encore soumises aux droits d'auteur, même si le film en lui-même ne l'est pas.

## Éléments d'un film soumis au droit d'auteur
Il n'existe pas de liste officielle des films (ou d'autres travaux) dans le domaine public. Il est difficile de déterminer le statut de domaine public d'un film parce qu'il peut incorporer un ou plusieurs des éléments qui peuvent être protégés:
- La cinématographie
- Le drame
- La littérature
- La musique
- L'art
- Des personnages graphiques (p. ex., Bugs Bunny)[2]
- Des personnages de fiction (par exemple, James Bond)[3]

Un film d'auteur implique le statut des droits d'auteur de multiples éléments qui composent le film. Un film peut perdre son droit d'auteur dans certains de ces éléments tout en conservant le droit d'auteur dans d'autres éléments. Les experts dans le domaine public diffèrent parfois dans leurs opinions quant à savoir si un film est dans le domaine public.
L'utilisation de la musique dans un film cause de l'incertitude concernant le droit d'auteur. En 2010, il n'est pas connu si l'utilisation de la musique dans un film constitue la publication de la musique pour le but du droit d'auteur. Les œuvres non publiées sont traitées différemment des œuvres publiées en vertu de la loi américaine sur le copyright.

## L'interprétation judiciaire du domaine public
Les juges eux-aussi diffèrent dans leur interprétation des lois relatives à la protection des droits d'auteur. Les États-Unis sont un “patchwork” d'incohérence dans les règles du droit d'auteur dans les différents districts judiciaires fédéraux. Les tribunaux d'une juridiction ne sont pas obligés de suivre les décisions d'une autre. La Cour Suprême des États-Unis (qui pourrait résoudre ces incohérences) décide très rarement des cas de droit d'auteur, et ce, uniquement si un principe important est en cause.[réf. nécessaire]

## Déterminer si une œuvre est dans le domaine public ou pas

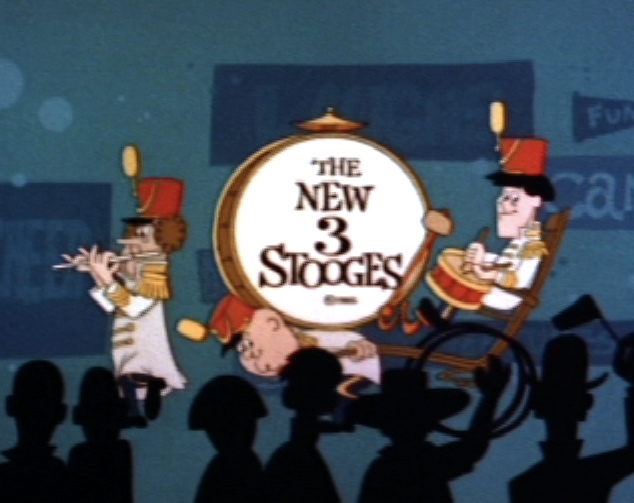
Capture d'écran de l'avis de droit d'auteur, qui ne contient pas un demandeur.

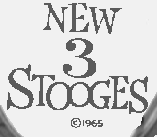
Vue agrandie de l'absence de demandeur.

Si un film apparaît sur la liste ci-dessous, il y a une forte probabilité qu’il a perdu une partie ou la totalité de sa protection de droit d'auteur.
Il n'y a pas de méthode unique pour déterminer si un film, ou des parties de celui-ci est dans le domaine public. Il existe plusieurs méthodes qui peuvent être utilisées pour documenter un film de statut de domaine public. Ces éléments sont les suivants:

### Manque de renouvellement
De 1930 à 1963, le droit d'auteur d'un film publié avec un avis de droit d'auteur devaient être renouvelée après 28 ans, sinon le film entrerait dans le domaine public. Le renouvellement des droits d’auteur devient optionnel en 1964.

### Manque de notification du droit d'auteur
Les films sortis avant le 1er mars 1989 devaient contenir une notice de copyright valide pour réclamer un droit d'auteur. Cette notice devait contenir au minimum le mot « copyright » ou une abréviation acceptable (comme un C encerclé), l'année de la publication et le nom de toute entité réclamant le copyright. Si un film a une notification absente ou incomplète ou qui ne respecte pas les règles en vigueur à l'époque, il n'existe pas de droit d'auteur. Par exemple, les épisodes de la série télé The New 3 Stooges furent distribués avec une notice de copyright incomplète: elle contenait le symbole de copyright et l'année, mais pas de demandeur.

### Date de publication
Tous les films réalisés et exposés avant 1930 sont incontestablement dans le domaine public aux États-Unis. Avant le passage du Copyright Term Extension Act (CTEA) en 1998, la durée du droit d'auteur aux États-Unis était de 75 ans maximum, les travaux entrant donc dans le domaine public le 1er janvier de la 76e année de sa création (par exemple, un film publié avec un avis de copyright en 1930 dont le droit d'auteur a été correctement renouvelé entre dans le domaine public le 1er janvier 2006). En tant que tels, tous les films sortis avant 1923 seraient entrés dans le domaine public avant le 1er janvier 1998. Bien que le CTEA ait ajouté 20 ans pour les mandats de tous les droits existants, il a expressément refusé de faire revivre tous les droits d'auteur ayant expiré avant son passage, ce qui signifie que les films sortis en 1923 ne sont pas entrés dans le domaine public avant le 1er janvier 2019.

### Travail du gouvernement des États-Unis
Toutes les œuvres protégées faites par les employés du gouvernement des États-Unis dans le cadre de leurs fonctions officielles sont dans le domaine public de leur création. L'état des travaux réalisés par les entrepreneurs est dépendante sur les termes de leur contrat. À noter que cela s'applique seulement pour le gouvernement fédéral, et non pas à l'État ou aux collectivités locales, qui peuvent ou peuvent ne pas revendiquer un droit d'auteur selon les lois de l'État.[réf. nécessaire]

### Déterminer l'enregistrement du droit d'auteur
Les enregistrements de droits d'auteur pour un film avant 1978 ont été publiés dans les Copyright Catalogs semi-annuels. La Bibliothèque du Congrès a également publié des Copyright Catalogs cumulatifs sur les inscriptions de films pour les périodes suivantes :
- 1894-1911
- 1912-1939[8]
- 1940-1949
- 1950-1959
- 1960-1969
- 1970-1979
- 1980-1989

Tous sont épuisés. Cependant, la série des Film Superlist consiste en une réédition complète de tous les enregistrements présents dans les Copyright Catalogs de 1894 jusqu'en 1959. Il n'y a pas de Copyright Catalog pour la période 1970-1977 ; le Bureau du droit d'Auteur a publié 16 Copyright Catalogs semi-annuels couvrant cette période de huit ans, mais tous sont épuisés et extrêmement rares. Tous les enregistrements de droits d'auteur de 1978 en avant sont en ligne sur le site de la Bibliothèque du Congrès.
Certaines décennies de l'American Film Institute Catalog of Motion Pictures incluent les informations d'enregistrement pour les films (mais pas les courts-métrages) des États-Unis. Cela peut inclure une déclaration indiquant que la recherche a omise de divulguer l'enregistrement du droit d'auteur pour un film en particulier. Les informations sur l'enregistrement des droits d'auteur est donnée comme suit:
- The American Film Institute Catalog of Motion Pictures, 1931-1940 ;  (ISBN 0-913616-00-1)
- The American Film Institute Catalog of Motion Pictures, 1941-1950 ;  (ISBN 0-913616-39-7)

Le site web sur les copyrights aux États-Unis catalogue toutes les œuvres qui ont été renouvelées à partir de 1978.
Plusieurs travaux ont été renouvelés sous la forme de collections, donnant ainsi à la collection dans son ensemble une protection par l'entremise du droit d'auteur.

### Le droit d'auteur de renouvellement de statut
Tous les films réalisés et distribués avant 1930 sont incontestablement dans le domaine public aux États-Unis. Cette date monte chaque année, ce qui signifie que les films réalisés en 1930 seront dans le domaine public en 2026, les films de 1931 en 2027 et ainsi de suite.
Pour les films inscrits en 1930-1963 inclusivement, il est essentiel de connaître le statut de renouvellement. Les livrets semi-annuels du Copyright Catalog ont des listes pratiquement complètes (à moins de 99,99 %) des renouvellements pour les films enregistrés 28 ans plus tôt. Ces livrets semi-annuels sont tous épuisés. Cependant, pour 1930 jusqu'en 1959, les livres Film Superlist correspondent les renouvellements des droits d'auteur avec les enregistrements antérieurs. Les enregistrements de droit d'auteur et les renouvellements peuvent être trouvés dans ces volumes:
- Film Superlist: Motion Pictures in the U.S. Public Domain 1894–1939 (Volume 1)
- Film Superlist: Motion Pictures in the U.S. Public Domain 1940–1949 (Volume 2)
- Film Superlist: Motion Pictures in the U.S. Public Domain 1950–1959 (Volume 3)

En 1992, le Congrès a modifié la loi du droit d'auteur pour faire le renouvellement automatique pour les droits d'auteur enregistrés en 1964 et plus tard.

### Les droits sous-jacents
La plupart des films listés ci-dessous sont basés sur des pièces de théâtre, des romans, des magazines, des histoires ou une combinaison de ces sources. Dans certains cas, le droit d'auteur d'un film a expiré en raison de son non-renouvellement, alors que l'œuvre littéraire ou dramatique source est toujours protégée par le droit d'auteur. Par exemple, le film La Dame du vendredi (1940) est devenu un film dans le domaine public en 1969, parce que le copyright n'a pas été renouvelé, mais il est basé sur la pièce de théâtre La première Page de 1928, qui est toujours sous droit d'auteur jusqu'en 2024, et donc en termes pratiques, le film ne peut être utilisé sans permission.

## Films
Tous les films qui ont été diffusés avant 1930 sont maintenant dans le domaine public aux États-Unis. Ils ne sont pas répertoriés ici dans le but de garder cette liste à une taille gérable (voir Catégorie:Films par an pour les films pré-1930).
| Remarque: Cette liste n'est pas exhaustive; la grande majorité des films dans le domaine public ne sont pas répertoriés ici. Cette liste comprend une sélection de films notables où une source secondaire fiable est disponible pour discuter du statut de domaine public. |

| Nom du film                                | Année de sortie                  | Réalisateur                  | Studio / Distributeur                             | Année d’entrée dans le domaine public | Raison d’entrée dans le domaine public                                   | Note(s) |
| ------------------------------------------ | -------------------------------- | ---------------------------- | ------------------------------------------------- | ------------------------------------- | ------------------------------------------------------------------------ | --- |
| Abraham Lincoln                            | 1930                             | D.W. Griffith                | United Artists                                    | 1958                                  | Copyright non-renouvelé.                                                 | |
| Action at Anguar                           | 1945                             | N/A                          | United States Army Pictorial Services             | 1945                                  | Œuvre du gouvernement des États-Unis[G]                                  | |
| Deux Nigauds en Afrique                    | 1949                             | Charles Barton               | United Artists                                    | Années 1970                           | [ 11 ]                                                                   | |
| L'Incroyable Monsieur X                    | 1948                             | Bernard Vorhaus              | Eagle-Lion                                        |                                       | [ 12 ]                                                                   | Aussi connu sous le nom de The Spiritualist. |
| L'Ange et le Mauvais Garçon                | 1947                             | James Edward Grant           | Republic Pictures                                 | 1975                                  | Copyright non renouvelé.                                                 | |
| The Animal Kingdom                         | 1932                             | Edward H. Griffith           | RKO Radio Pictures                                | 1960                                  | Copyright non renouvelé.                                                 | |
| Casbah                                     | 1938                             | John Cromwell                | United Artists                                    | 1966                                  | Copyright non renouvelé.                                                 | |
| Attack of the Giant Leeches                | 1959                             | Bernard L. Kowalski          | American International Pictures                   |                                       | [ 14 ]                                                                   | |
| Beau Ideal                                 | 1931 (copyright notice: 1930)    | Herbert Brenon               | RKO Radio Pictures                                | 1958                                  | Copyright non renouvelé.                                                 | |
| Behind Office Doors                        | 1931                             | Melville W. Brown            | RKO Radio Pictures                                | 1959                                  | Copyright non renouvelé.                                                 | |
| L'Oiseau de paradis                        | 1932                             | King Vidor                   | RKO Radio Pictures                                | 1960                                  | Copyright non renouvelé.                                                 | |
| Birth of the B-29                          | 1942–1944                        | N/A                          | United States Army Pictorial Services             | 1945                                  | Œuvre du gouvernement des États-Unis[G]                                  | |
| Du sang dans le soleil                     | 1945                             | Frank Lloyd                  | United Artists                                    | 1973                                  | Copyright non-renouvelé.                                                 | |
| Panique à Yucca City                       | 1934                             | Robert N. Bradbury           | Lone Star Pictures                                |                                       |                                                                          | |
| Le Monstre de minuit (Bowery at Midnight)  | 1942                             | Wallace Fox                  | Monogram Pictures                                 |                                       | [ 16 ]                                                                   | |
| Le Cerveau qui ne voulait pas mourir       | 1962 (complété: 1959)            | Joseph Green                 | American International Pictures                   | 1962                                  | Notice de droit d'auteur manquante                                       | Initialement complété en 1959 sous le titre de The Black Door ou The Head that Wouldn't Die, il n'est pas sorti en salles jusqu'au 3 mai 1962 où l'absence de notice de copyright fit que le film tomba dans le domaine public.                                                                                          |
| Brideless Groom                            | 1947                             | Edward Bernds                | Columbia Pictures                                 | Années 1960                           | Copyright non-renouvelé.                                                 | |
| Un baquet de sang                          | 1959                             | Roger Corman                 | American International Pictures                   |                                       | [ 19 ]                                                                   | |
| Le Capitaine Kidd                          | 1945                             | Rowland V. Lee               | United Artists                                    |                                       | [ 20 ]                                                                   | |
| Le Carnaval des âmes                       | 1962                             | Herk Harvey                  | Herts-Lion International Corp.                    | 1962                                  | Notice de droit d'auteur manquante                                       | |
| Charade                                    | 1963                             | Stanley Donen                | Universal Pictures                                | 1963                                  | Notice de droit d'auteur complète manquante.                             | Musique du film toujours sous copyright. Histoire originale de Peter Stone toujours sous copyright. Film refait en 2002 sous le titre The Truth About Charlie. |
| Check and Double Check                     | 1930                             | Melville W. Brown            | RKO Radio Pictures                                | 1958                                  | Copyright non-renouvelé.                                                 | |
| Combat America                             | 1943                             | Clark Gable                  | Office of War Information                         | 1943                                  | Œuvre du gouvernement des États-Unis[G]                                  | |
| Conspiracy                                 | 1930                             | Christy Cabanne              | RKO Radio Pictures                                | 1958                                  | Copyright non-renouvelé                                                  | |
| Cyrano de Bergerac                         | 1950                             | Michael Gordon               | United Artists                                    | Années 1980                           | [ 25 ]                                                                   | |
| La Danse de la vie                         | 1929                             | John Cromwell                | Paramount Pictures                                | 1957                                  | Copyright non-renouvelé                                                  | |
| Danger Lights                              | 1930                             | George B. Seitz              | RKO Radio Pictures                                | 1958                                  | Copyright non-renouvelé.                                                 | |
| New Mexico                                 | 1961                             | Sam Peckinpah                | Pathé-America                                     | 1961                                  | Notice de droit d'auteur manquante                                       | |
| Debbie Does Dallas                         | 1978                             | Jim Clark                    | VCX                                               | 1981                                  | Notice de droit d'auteur manquante                                       | Les Cowboys de Dallas détiennent un droit de véto sur la publication commerciale du film en raison de l'utilisation non-autorisée de la marque de commerce de leurs cheerleaders. |
| Dementia 13                                | 1963                             | Francis Ford Coppola         | American International Pictures                   |                                       |                                                                          | Aussi connu sous le titre de The Haunted and the Hunted. |
| Détour                                     | 1945                             | Edgar G. Ulmer               | Producers Releasing Corporation                   |                                       | Copyright non-renouvelé.                                                 | |
| La Chauve-souris du diable                 | 1940                             | Jean Yarbrough               | Producers Releasing Corporation                   |                                       |                                                                          | |
| Disorder in the Court (en)                 | 1936                             | Preston Black                | Columbia Pictures                                 | Années 1960                           | Copyright non-renouvelé.                                                 | |
| Dixiana                                    | 1930                             | Luther Reed                  | RKO Radio Pictures                                | 1958                                  | Copyright non-renouvelé.                                                 | |
| Mort à l'arrivée                           | 1950 (copyright notice: 1949)    | Rudolph Maté                 | United Artists                                    | 1977                                  | Copyright non-renouvelé.                                                 | Refait en 1969 et en 1988 |
| The Emperor Jones                          | 1933                             | Dudley Murphy                | United Artists                                    | 1977                                  |                                                                          | [ 30 ] |
| Allons donc, papa !                        | 1951 (copyright notice: 1950)    | Vincente Minnelli            | MGM                                               | 1978                                  | Copyright non-renouvelé.                                                 | |
| L'Adieu aux armes                          | 1932                             | Frank Borzage                | Paramount Pictures                                | 1960                                  | Copyright non-renouvelé.                                                 | Basée sur la nouvelle copyrightée (R177406) d'Ernest Hemingway. |
| The Fight for the Sky                      | 1946                             |                              | Office of War Information                         | 1946                                  | Œuvre du gouvernement des États-Unis[G]                                  | |
| Le Mécano de la « General »                | 1927                             | Clyde Bruckman Buster Keaton | United Artists                                    | 1955                                  | Copyright non-renouvelé.                                                 | |
| Louis ou Louise                            | 1953                             | Ed Wood                      | Columbia Classics                                 |                                       | [ 33 ]                                                                   | |
| Tout ou rien                               | 1951 (copyright notice: 1950)    | Robert Pirosh                | MGM                                               | 1978                                  | Copyright non-renouvelé.                                                 | |
| Les Voyages de Gulliver                    | 1939                             | Dave Fleischer               | Paramount Pictures                                | 1967                                  | Copyright non-renouvelé,.                                                | |
| Half Shot at Sunrise                       | 1930                             | Paul Sloane                  | RKO Radio Productions                             | 1958                                  | Copyright non-renouvelé.                                                 | |
| Hemp for Victory                           | 1942                             | Raymond Evans                | U.S. Department of Agriculture                    | 1942                                  | Œuvre du gouvernement des États-Unis[G]                                  | |
| La Dame du vendredi                        | 1940 (copyright date: 1939)      | Howard Hawks                 | Columbia Pictures                                 | 1967                                  | Copyright non-renouvelé.                                                 | Droits du matériel source (pièce de théâtre The Front Page) sous copyright jusqu'en 2024. |
| Hook, Line and Sinker                      | 1930                             | Edward F. Cline              | RKO Radio Pictures                                | 1958                                  | Copyright non-renouvelé.                                                 | |
| Indestructible Man                         | 1956                             | Jack Pollexfen               | Allied Artists                                    |                                       | [ 37 ]                                                                   | |
| Inside the Lines                           | 1930                             | Roy Pomeroy                  | RKO Radio Productions                             | 1958                                  | Copyright non-renouvelé.                                                 | |
| La vie est belle                           | 1946 (notice de copyright: 1947) | Frank Capra                  | Liberty Films RKO Pictures                        | 1975                                  | Copyright non-renouvelé.                                                 | Bien que les images du film soient dans le domaine public, selon les règles du Stewart v. Abend, le script est basé sur l'histoire courte "The Greatest Gift", qui est sous copyright,. Republic a aussi acheté les droits exclusifs de la musique du film (elle-aussi sous copyright) pour étayer plus loin ses droits. |
| Japanese Relocation                        | 1942                             | Milton S. Eisenhower         | Office of War Information                         | 1942                                  | Œuvre du gouvernement des États-Unis[G]                                  | |
| Kept Husbands                              | 1931                             | Lloyd Bacon                  | RKO Radio Productions                             | 1959                                  | Copyright non-renouvelé.                                                 | |
| The Lady Refuses                           | 1931                             | George Archainbaud           | RKO Radio Productions                             | 1959                                  | Copyright non-renouvelé.                                                 | |
| Le Désir de chaque femme                   | 1930                             | Victor Sjöström              | MGM                                               | 1958                                  | Copyright non-renouvelé.                                                 | Basé sur la pièce They Knew What They Wanted. Voir aussi le film The Secret Hour (1928) basé sur la même pièce. |
| Last Clear Chance                          | 1959                             | Robert Carlisle              | Union Pacific Railroad                            | 1959                                  | Copyright non-renouvelé.                                                 | |
| Je suis une légende                        | 1964                             | Ubaldo Ragona, Sidney Salkow | American International Pictures, 20th Century Fox | 1992                                  | Copyright non-renouvelé.                                                 | |
| La Dernière Fois que j'ai vu Paris         | 1954 (copyright notice: 1944)    | Richard Brooks               | MGM                                               | 1972                                  | Copyright non-renouvelé.                                                 | Musique du film toujours sous copyright. |
| Lawful Larceny (en)                        | 1930                             | Lowell Sherman               | RKO Radio Productions                             | 1958                                  | Copyright non-renouvelé.                                                 | |
| Leathernecking                             | 1930                             | Edward F. Cline              | RKO Radio Productions                             | 1958                                  | Copyright non-renouvelé.                                                 | Film perdu. |
| Letter of Introduction                     | 1938                             | John M. Stahl                | Universal Pictures                                | 1966                                  | Copyright non-renouvelé.                                                 | |
| Le Petit Lord Fauntleroy                   | 1936                             | John Cromwell                | United Artists, Selznick                          |                                       | [ 45 ]                                                                   | |
| Petite Princesse                           | 1939                             | Walter Lang                  | 20th Century Fox                                  | 1967                                  | Copyright non-renouvelé.                                                 | |
| La Petite Boutique des horreurs            | 1960                             | Roger Corman                 | Filmgroup                                         | 1988                                  | Copyright non-renouvelé.                                                 | |
| Lonely Wives                               | 1931                             | Russell Mack                 | RKO Radio Pictures                                | 1959                                  | Copyright non-renouvelé.                                                 | |
| Elle et lui                                | 1939                             | Leo McCarey                  | RKO Radio Pictures                                | 1967                                  | Copyright non-renouvelé.                                                 | |
| Le Texan chanceux                          | 1934                             | Robert N. Bradbury           | Lone Star Pictures                                |                                       | [ 47 ]                                                                   | |
| Malice in the Palace                       | 1949                             | Jules White                  | Columbia Pictures                                 | Années 1960                           | Copyright non-renouvelé.                                                 | |
| L'Homme de l'Utah                          | 1934                             | Robert N. Bradbury           | Lone Star Pictures                                |                                       |                                                                          | |
| Maniac                                     | 1934                             | Dwain Esper                  | Roadshow Attractions                              |                                       | [ 48 ]                                                                   | Aussi connu sous le nom de Sex Maniac. |
| Manos: The Hands of Fate                   | 1966                             | Harold P. Warren             | Emerson Film Enterprises                          | 1968                                  | La notice de copyright n'a pas été montrée.                              | Il est possible que le script original ait été inscrit sous copyright. |
| Un jour une bergère                        | 1948                             | Gus Meins                    | MGM                                               | 1948                                  | La notice de copyright n'a pas été montrée.                              | C'est une version écourtée de Babes in Toyland (1934), toujours sous copyright. Status de domaine public incertain. |
| Le Grand McLintock                         | 1963                             | Andrew V. McLaglen           | United Artists                                    | 1991                                  | Copyright non-renouvelé,.                                                | Musique du film toujours sous copyright. |
| L'Homme de la rue                          | 1941                             | Frank Capra                  | Warner Bros.                                      | 1969                                  | Copyright non-renouvelé.                                                 | |
| Millie                                     | 1931                             | John Francis Dillon          | RKO Radio Pictures                                | 1959                                  | Copyright non-renouvelé.                                                 | |
| Laisse-moi t'aimer                         | 1951 (copyright notice: 1950)    | Don Hartman                  | MGM                                               | 1978                                  | Copyright non-renouvelé.                                                 | |
| La Brune de mes rêves                      | 1947                             | Elliott Nugent               | Paramount Pictures                                | 1975                                  | Copyright non-renouvelé.                                                 | |
| My Japan                                   | 1945                             |                              | Office of War Information                         | 1945                                  | Œuvre du gouvernement des États-Unis[G]                                  | |
| Mon homme Godfrey                          | 1936                             | Gregory La Cava              | Universal Pictures                                |                                       | [ 53 ]                                                                   | Bien que les images du film soient dans le domaine public, selon les règles du Stewart v. Abend, le script est basé sur le livre My Man Godfrey d'Eric S. Hatch, toujours sous copyright. |
| The Negro Soldier                          | 1944                             | Frank Capra                  | United States Army Pictorial Services             | 1944                                  | Œuvre du gouvernement des États-Unis[G]                                  | |
| La Nuit des morts-vivants                  | 1968                             | George A. Romero             | Walter Reade                                      | 1968                                  | Notice de droit d'auteur manquante et erreurs de la part du distributeur | Refait en 1990 et en 2006 |
| La Joyeuse Suicidée                        | 1937                             | William A. Wellman           | Selznick, United Artists                          | 1965                                  | Copyright non-renouvelé.                                                 | |
| L'Emprise                                  | 1934                             | John Cromwell                | RKO Radio Pictures                                | 1962                                  | Copyright non-renouvelé.                                                 | |
| Le Banni                                   | 1943                             | Howard Hughes                | Howard Hughes Prod.                               | 1971                                  | Copyright non-renouvelé.                                                 | |
| The Painted Hills                          | 1951                             | Harold F. Kress              | MGM                                               | 1979                                  | Copyright non-renouvelé.                                                 | |
| The Pay-Off                                | 1930                             | Lowell Sherman               | RKO Radio Pictures                                | 1958                                  | Copyright non-renouvelé.                                                 | |
| Popeye the Sailor Meets Sindbad the Sailor | 1936                             | Dave Fleischer               | Paramount Pictures                                |                                       | [ 57 ]                                                                   | Le premier des trois courts-métrages spéciaux Popeye en Technicolor. |
| Private Snafu                              | 1943-1946                        | Various                      | Warner Bros., MGM, UPA, Harman-Ising Studio       | 1943-1946                             | Œuvre du gouvernement des États-Unis[G]                                  | |
| Pluie                                      | 1932                             | Lewis Milestone              | United Artists                                    | 1960                                  | Copyright non-renouvelé.                                                 | |
| Randy le solitaire                         | 1934                             | Harry L. Fraser              | Lone Star Pictures                                |                                       | .                                                                        | |
| Reefer Madness                             | 1936                             | Louis J. Gasnier             | Motion Picture Ventures                           | 1936                                  | Notice de copyright non conforme,.                                       | Aussi prénommé The Burning Question, Dope Addict et Tell Your Children. |
| Les Cavaliers du destin                    | 1933                             | Robert N. Bradbury           | Lone Star Pictures                                |                                       | .                                                                        | |
| En route vers Bali                         | 1952                             | Hal Walker                   | Paramount Pictures                                | 1980                                  | Copyright non-renouvelé à temps,.                                        | Les droits auxiliaires appartiennent maintenant à FremantleMedia. |
| Rock, Rock, Rock!                          | 1956                             | Will Price                   | Distributors Corporation of America               | 1984                                  | Copyright non-renouvelé.                                                 | La bande sonore de Chuck Berry peut ne pas être dans le domaine public. |
| The Royal Bed                              | 1931 (copyright notice: 1930)    | Lowell Sherman               | RKO Radio Pictures                                | 1958                                  | Copyright non-renouvelé.                                                 | |
| Mariage royal                              | 1951 (copyright notice: 1950)    | Stanley Donen                | MGM                                               | 1978                                  | Copyright non-renouvelé.                                                 | |
| Justice pour un innocent                   | 1933                             | Armand Schaefer              | Lone Star Pictures                                |                                       | .                                                                        | Remake de Partners of the Trail |
| Le Père Noël contre les Martiens           | 1964                             | Nicholas Webster             | Embassy Pictures Corporation                      |                                       | [ 63 ]                                                                   | |
| La Piste de Santa Fe                       | 1940                             | Michael Curtiz               | Warner Bros.                                      | 1968                                  | Copyright non-renouvelé,.                                                | |
| Le Crâne hurlant                           | 1958                             | Alex Nicol                   | American International Pictures                   | 1958                                  | N'a pas été copyrighté.                                                  | |
| The Secret Hour                            | 1928                             | Rowland V. Lee               | Paramount Pictures                                | 1956                                  | Copyright non-renouvelé.                                                 | Basé sur la pièce They Knew What They Wanted. Voir aussi le film Le Désir de chaque femme (1930) basé sur la même pièce. |
| The Silver Horde                           | 1930                             | George Archainbaud           | RKO Radio Pictures                                | 1958                                  | Copyright non-renouvelé.                                                 | |
| Sin Takes a Holiday                        | 1930                             | Paul L. Stein                | RKO Radio Pictures                                | 1958                                  | Copyright non-renouvelé.                                                 | |
| Sing a Song of Six Pants (en)              | 1947                             | Jules White                  | Columbia Pictures                                 | Années 1960                           | Copyright non-renouvelé.                                                 | |
| Sinners in Paradise                        | 1938                             | James Whale                  | Universal Pictures                                | 1966                                  | Copyright non-renouvelé.                                                 | |
| Les Neiges du Kilimandjaro                 | 1952                             | Henry King                   | 20th Century Fox                                  |                                       | [ 68 ]                                                                   | |
| Une étoile est née                         | 1937                             | William A. Wellman           | Selznick, United Artists                          | 1965                                  | Copyright non-renouvelé.                                                 | Refait en 1954 et en 1976 |
| Terreur dans la ville                      | 1934                             | Robert N. Bradbury           | Lone Star Pictures                                |                                       | .                                                                        | |
| L'Emprise du crime                         | 1946                             | Lewis Milestone              | Paramount Pictures                                | 1974                                  | Copyright non-renouvelé.                                                 | |
| Le Criminel                                | 1946                             | Orson Welles                 | International Pictures                            | 1973                                  | Copyright non-renouvelé.                                                 | |
| Streets of New York                        | 1939                             | William Nigh                 | Monogram Pictures                                 |                                       | Copyright non-renouvelé[réf. à confirmer].                               | |
| Superman (série télévisée d'animation)     | 1941-1943                        | Dave Fleischer, divers       | Paramount Pictures                                | [ 71 ]                                |                                                                          | Bien que tous les épisodes sont dans le domaine public, des droits auxiliaires tels que des droits des contrats de marchandisage, tout comme les copies maîtres de 35 mm, appartiennent aujourd'hui à Warner Bros. Animation. Warner a acheté l'éditeur DC Comics depuis 1969.                                           |
| Trompette Blues                            | 1937                             | Mitchell Leisen              | Paramount Pictures                                | 1965                                  | Copyright non-renouvelé.                                                 | |
| Target for Today                           | 1941                             | William Keighley             | First Motion Picture Unit                         | 1941                                  | Œuvre du gouvernement des États-Unis[G]                                  | |
| Target Nevada                              | 1951                             | Inconnu                      | First Motion Picture Unit                         | 1951                                  | Œuvre du gouvernement des États-Unis[G]                                  | |
| L'Invasion martienne                       | 1959                             | Tom Graeff                   | Warner Bros.                                      | 1987                                  | Copyright non-renouvelé.                                                 | |
| L'Halluciné                                | 1963                             | Roger Corman                 | American International Pictures, Filmgroup        | 1963                                  | Notice de droit d'auteur manquante                                       | Au début des années 1990, Corman demanda à Mark Griffiths de filmer 12 minutes de montage supplémentaire avec Dick Miller, faisant ainsi un nouveau film prénommé The Return of the Terror (1991). Corman pouvait ainsi réclamer son copyright.                                                                          |
| That Justice Be Done                       | 1945                             | George Stevens               | Office of War Information                         | 1942–44                               | Œuvre du gouvernement des États-Unis[G]                                  | |
| Vénus en uniforme                          | 1951 (copyright notice: 1950)    | Charles Walters              | MGM                                               | 1978                                  | Copyright non-renouvelé.                                                 | |
| La Pluie qui chante                        | 1946                             | Richard Whorf                | MGM                                               | 1974                                  | Copyright non-renouvelé.                                                 | |
| Le Retour de Topper                        | 1941                             | Roy Del Ruth                 | United Artists                                    | 1969                                  | Copyright non-renouvelé.                                                 | |
| La Vallée de la vengeance                  | 1951 (copyright notice: 1950)    | Richard Thorpe               | MGM                                               | 1978                                  | Copyright non-renouvelé.                                                 | |
| À l'ouest des montagnes                    | 1934                             | Robert N. Bradbury           | Lone Star Pictures                                |                                       |                                                                          | |
| Wings for This Man                         | 1945                             |                              | Office of War Information                         | 1945                                  | Œuvre du gouvernement des États-Unis[G]                                  | |
| Les Morts-vivants                          | 1932                             | Victor Halperin              | United Artists                                    |                                       | [ 75 ]                                                                   | Du matériel source pour le film peut ne pas être dans le domaine public. |
| Pourquoi nous combattons                   | 1942–1944                        | Frank Capra                  | United States Army Pictorial Services             | 1942–44                               | Œuvre du gouvernement des États-Unis[G]                                  | |
| Femmes délaissées                          | 1938                             | James Whale                  | Universal Pictures                                | 1966                                  | Copyright non-renouvelé.                                                 | |